# Blefarite
La blefarite è un processo infiammatorio benigno delle palpebre. Si tratta di un'infiammazione del bordo libero della palpebra. Il suo nome deriva dal greco βλέφαρον, blépharon, che significa, appunto, palpebra.

## Eziologia
Le cause di questa infiammazione possono essere ricercate in un indebolimento fisico del paziente (per esempio dovuto ad anemia) oppure nella congiuntivite cronica. Di solito è dovuta a colonizzazione batterica da stafilococco o anche Herpes Zooster oftalmico favorita dalla presenza della dermatite seborroica o un'alterata secrezione delle ghiandole palpebrali di Meibomio (secrezione sebacea), da vizi refrattivi non corretti (in particolare ipermetropia e astigmatismo), malattie della pelle, disordini alimentari, patologie come il diabete o l'accumulo eccessivo di grassi nel sangue.

## Sintomi
Irritazione, prurito, lacrimazione, sensazione di corpo estraneo, croste sul margine palpebrale e al canto interno, iperemia.

## Clinica
Piccole ulcerazioni marginali palpebrali, teleangectasie.

## Terapia
Igiene palpebrale: pulizia meccanica per rimuovere materiale aderente, come forfora e crosticine.
In alcuni pazienti sarà necessario ricorrere a terapia antibiotica sistemica (doxiciclina o zovirax).

### Tipologie

#### Blefarite ciliare
È la forma più comune. Si caratterizza per arrossamento della mucosa e della pelle. Ha la tendenza a cronicizzarsi. Clinicamente i margini palpebrali si presentano iperemici (come se fossero cerchiati di rosso). La cura, sotto controllo medico, prevede la pulizia della zona e l'utilizzo di pomate.

#### Blefarite squamosa e blefarite ulcerosa
Complicazioni della blefarite possono dare luogo a forme come la blefarite squamosa o la blefarite ulcerosa.
Nella forma squamosa si ha prurito (blefarocnesmo) e bruciore, con formazione di piccole squame vicino alle ciglia, squame facilmente removibili. In quella ulcerosa compaiono sulle palpebre delle ulcere, spesso sanguinanti. Oppure si può presentare la blefarite meibomiana, per eccessiva secrezione di sebo da parte delle ghiandole di Meibomio.
L'eccessiva creazione di sebo è causata da un'alterazione della ghiandola di Meibomio, il cui sebo è composto da lipidi. Infatti il secreto si presenta molto unto e in questo caso l'infezione viene chiamata meibomite.